# René Quenouille
Pour les articles homonymes, voir Quenouille (homonymie).
René Quenouille (6 décembre 1884, Sarlat-la-Caneda, Dordogne - 20 avril 1945, Hambourg, Allemagne) est un médecin et résistant français, maire-adjoint de Villeneuve-Saint-Georges. Déporté en camp de concentration, il aide en particulier les prisonniers français et soviétiques et est chargé des soins médicaux des enfants de Bullenhuser Damm. Il est pendu le 20 avril 1945 pour avoir refusé d'achever des malades.

## Biographie
René Quenouille, né le 6 décembre 1884 à Sarlat-la-Canéda de Pierre Quenouille, professeur, et de Marie Julie Larnaudie.

### Première Guerre mondiale
Il s'engage comme volontaire durant la Première Guerre mondiale. Blessé deux fois, il reçoit trois citations et la Légion d’honneur.

### Villeneuve-Saint-Georges
René Quenouille fait sa thèse de doctorat en médecine sur « Le déséquilibre mental de Beethoven ».
René Quenouille s'installe en 1925 à Villeneuve-Saint-Georges (Seine-et-Oise) comme médecin. Il est radiologiste. 
Surnommé « le médecin des pauvres », un temps proche du PCF avant de s'en éloigner, il est candidat aux élections municipales de 1929 et est élu adjoint au maire, Henri Janin, en 1935. Il se consacre à la modernisation du dispensaire de la ville.
Lors de l'accident ferroviaire de Villeneuve-Saint-Georges en juillet 1937, il dispense sur place des soins d'urgence aux blessés et transforme sa maison voisine du lieu de l'accident en infirmerie provisoire.

### Seconde Guerre mondiale

#### Résistance
Mobilisé en 1939 au début de la Seconde Guerre mondiale comme médecin-capitaine, il fait partie de la Résistance française avec son épouse Yvonne (fille du peintre Gabriel-Charles Deneux).
Membre du réseau de résistance Patriam Recuperare, il est chargé plus particulièrement des relations avec le Front national et le Parti communiste clandestin[réf. nécessaire].

#### Arrestation et déportation
Le 3 mars 1943, il est arrêté près de Montargis, avec son épouse et leurs deux filles. Il est interrogé à la Préfecture de police de Paris durant neuf jours et nuits, puis par la Gestapo. Au bout de trois semaines, il est transféré à la prison de la Santé puis à celle de Fresnes, avant d'être déporté au camp de Neue Bremm, puis au camp de Mauthausen le 11 octobre 1943. 
Bien que prisonnier aussi, il aide en particulier les prisonniers français et soviétiques, et fonde l'hôpital du camp de concentration d'Ebensee, dont il devient le médecin chef en juillet 1944.
Il est ensuite transféré au camp de Neuengamme, en périphérie de Hambourg, et est chargé des soins médicaux des enfants de Bullenhuser Damm.

### Mort
René Quenouille est pendu par les nazis durant la nuit du 20 au 21 avril 1945, dans la cave de l’école de Bullenhuser Damm (Allemagne), pour avoir refusé d'achever des malades,.

## Œuvres
- René Quenouille. Le déséquilibre mental de Beethoven. Thèse pour le doctorat en médecine. 69 pages. Paris : A. Legrand , 1925[5]

## Hommages
- Un jardin d'enfants est nommé en son honneur, à Sarlat-la-Caneda, en 1980.
- Stèle en hommage au docteur René Quenouille à Villeneuve-Saint-Georges[6]
- Plaque commémorative à la mémoire des victimes à Hambourg, dans un bâtiment du camp transformé en Institut pédagogique
- le « foyer des anciens » de Valenton porte le nom de René Quenouille
- Une crèche de Villeneuve-Saint-Georges porte son nom